# Тренчер (посуда)
Тренчер (от старофранцузского tranchier, «резать») — вид столовой посуды, широко используемый в средневековой кухне. Первоначально тренчер представлял собой плоский кусок обычно черствого хлеба, который использовался в качестве тарелки, на которую накладывали еду. В конце трапезы тренчер можно было съесть с соусом, но его также часто раздавали в качестве милостыни бедным.
Впоследствии тренчер превратился в своеобразную тарелку из металла или дерева. Такие тренчеры используются до сих пор, как правило, для подачи блюд, не содержащих жидкости, например, это сырная доска.